# بالتازار ديل الكازار
بالتازار ديل الكازار (بالإسبانية: Baltasar del Alcázar)‏ (1530 في إشبيلية-1606 في رندة) شاعر إسباني، وكان شعره عن الحياة والحب، مع وجود فكاهة، وهو الابن السادس للويس ديل الكازار.

## وصلات خارجية
- صفحة عنه
- أعمال بالتازار ديل الكازار في ليبري فوكس
- صفحة عنه (بالإسبانية).
- أعمال رقمية له في موقع المكتبة الوطنية الإسبانية